# 卡波尼小堂

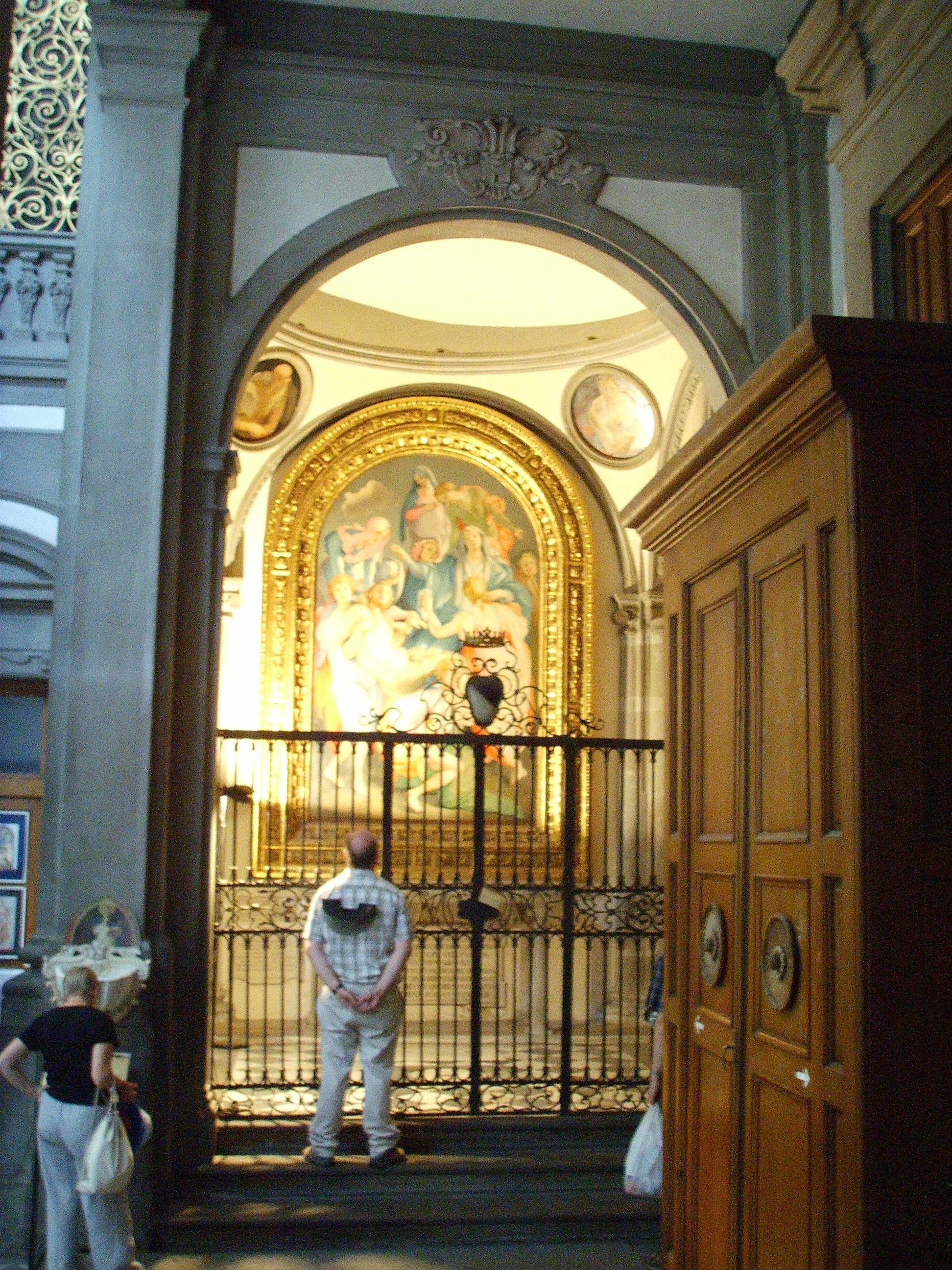
卡波尼小堂

卡波尼小堂，原名巴巴多利小堂，是意大利中部佛罗伦萨圣芬莉堂的一座小堂。设计者为菲利波·布鲁内莱斯基，装饰使用风格主义画家蓬托莫的作品。
1420年左右，巴托洛梅奥·巴巴多利委托建造了这座家族小堂。在阿诺河圣雅各伯堂的里多尔菲小堂被毁后，这座小堂成了现存最古老的布鲁内莱斯基设计的教堂。